# صامد
جمعية أعمال شهداء فلسطين وتختصر صامد، هي المؤسسة الاقتصادية لمنظمة التحرير الفلسطينية. تتولى مهمة تمثيل منظمة التحرير الفلسطينية في المؤتمرات الاقتصادية في الدول العربية. تشارك صامد أيضًا في المجالات السياسية والثقافية والاجتماعية.
لعدة سنوات، تقوم صامد بتوزيع التعويضات النقدية لعائلات الشهداء الذين قتلتهم سلطات الاحتلال الإسرائيلي، والمدفوعات يتحملها صندوق مخصصات الشهداء في السلطة الفلسطينية.
أنشئت منظمة التحرير الفلسطينية صامد كشركة واجهة، كيان تجاري وتصنيعي. كانت معظم ورش عمل صامد في مخيمات اللاجئين في شمال لبنان. منذ ذلك الحين توسعت أنشطتها.